# Vangasjärvi
Vangasjärvi är en sjö i Finland. Den ligger i kommunen Pieksämäki i landskapet Södra Savolax, i den södra delen av landet, 260 km norr om huvudstaden Helsingfors. Vangasjärvi ligger 120,8 meter över havet. Den är 7,97 meter djup. Arean är 4,31 kvadratkilometer och strandlinjen är 15,04 kilometer lång. Sjön  ingår i Kymmene älvs huvudavrinningsområde.   I omgivningarna runt Vangasjärvi växer i huvudsak blandskog.
I övrigt finns följande i Vangasjärvi:
- Simonsaari (en ö)